# Slachting op Banka

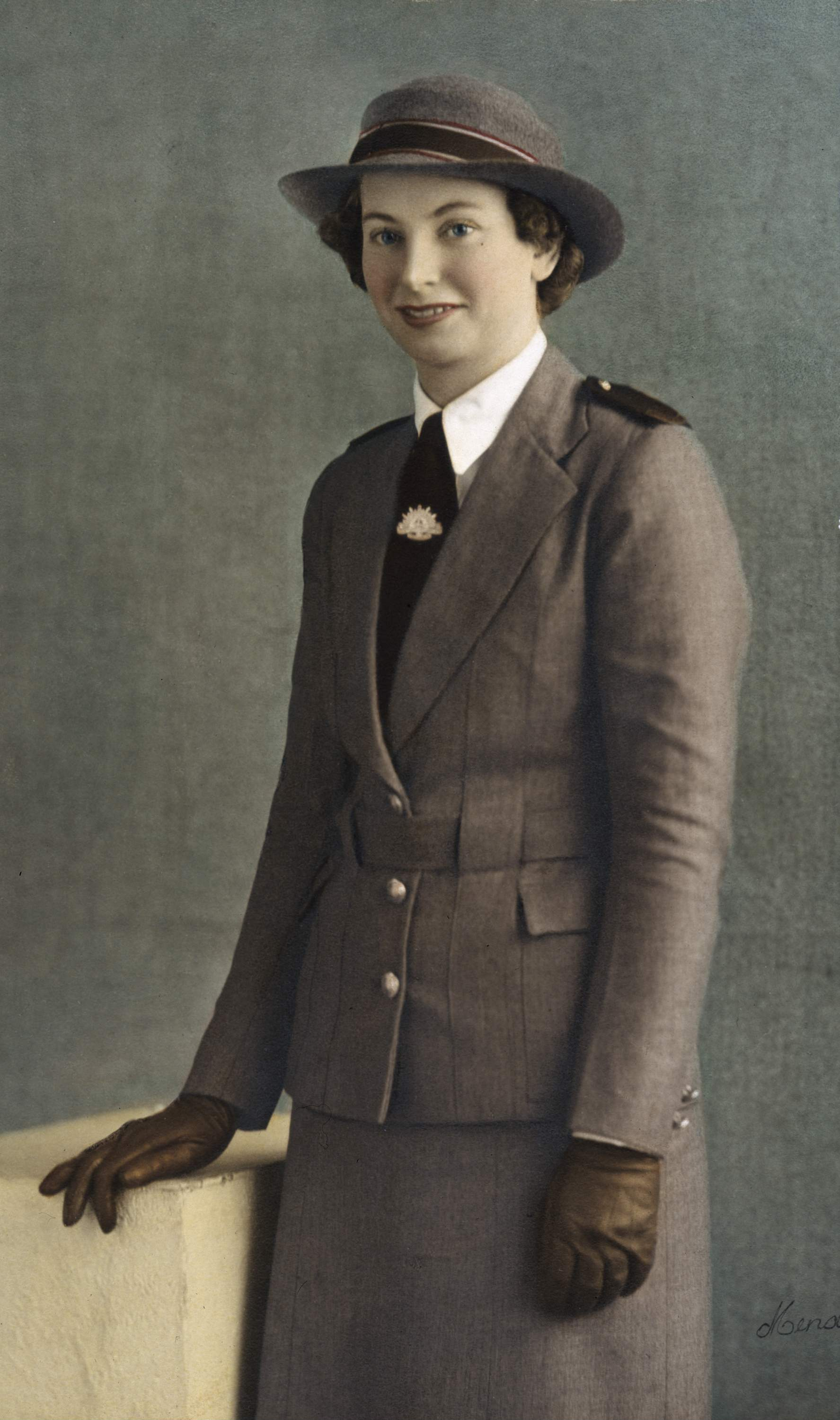
Vivian Bullwinkel, die de slachting overleefde.

De slachting op Banka vond plaats op 16 februari 1942 toen Japanse soldaten 22 Australische verpleegsters neerschoten op Bangka in Nederlands-Indië. Er was maar één overlevende.

## De slachting
Op 12 februari 1942 verliet het koopvaardijschip Vyner Brooke Singapore, net voordat deze stad in handen van het Japanse leger viel. Het schip vervoerde veel gewond militair personeel en 64 Australische verpleegsters van het 2/13de Australische General Hospital. Het schip werd gebombardeerd door de Japanse luchtmacht en zonk. Twee verpleegsters verloren het leven tijdens het bombardement, negen werden voor het laatst gezien toen ze op een vlot wegdreven van het zinkende schip en de overige verpleegsters bereikten de kust van Banka, Nederlands-Indië. De verpleegsters sloten zich aan bij een groep mannen en gewond personeel van het schip. Toen men ontdekte dat het eiland bezet was door de Japanner besloot een officier van de Vyner Brooke zich met de groep over te geven aan de autoriteiten in Muntok. Een kleine groep vrouwen en kinderen volgde hem. De Australische verpleegsters bleven bij de gewonden achter en zetten een kamp op met een groot teken van het Rode Kruis erop. 
In de morgen keerde de officier terug met ongeveer 20 Japanse soldaten. Deze soldaten gaven het commando dat alle gewonde mannen naar een klif moesten marcheren. De verpleegsters hoorden vervolgens een groot aantal schoten, voordat de Japanse soldaten terugkeerden. Zij gingen vóór de vrouwen zitten en maakten de bajonetten van hun geweren schoon. Een Japanse officier gaf de 21 verpleegsters en een burgervrouw bevel naar het strand te lopen en de branding in te gaan; er werd een machinegeweer opgesteld en toen de vrouwen tot de middel in het water stonden werden zij allen neergeschoten. Alleen zuster luitenant Vivian Bullwinkel overleefde de slachting. Zij was bewusteloos toen zij op het strand aanspoelde en werd voor dood achtergelaten. Zij wist gedurende tien dagen uit handen van de Japanners te blijven maar werd uiteindelijk gevangengenomen en opgesloten. Bullwinkel overleefde de oorlog en kon de buitenwereld vertellen over de slachting tijdens het Proces van Tokio.